# Юристи Бостона
«Юристи Бостона» (іноді «Бостонське правосуддя», англ. Boston Legal) — американський телесеріал у жанрі юридичної драмедії, створений Девідом Е. Келлі і спродюсований за сприяння 20th Century Fox Television для телемережі ABC.
Серіал розповідає про будні юридичної контори «Крейн, Пул та Шмідт» (англ. Crane, Poole & Schmidt) і є спін-офом серіалу «Практика», що виходив з 1997 по 2004 рік на телеканалі ABC, розкриваючи подвиги колишнього персонажа «Практики» Алана Шора (актор Джеймс Спейдер). Серіал досяг успіху і здобув кілька нагород: п'ять «Еммі» (усього 22 номінації), «Золотий глобус» (усього чотири номінації) та «Пібоді».
Пілотний епізод вийшов в ефір 3 жовтня 2004 року на телеканалі ABC, а фінал — 8 грудня 2008 року.
В Україні серіал показ проходив на телеканалі Тоніс в 2009 році та 1+1 в 2011 році.

## Сюжет
Адвокат Алан Шор, що з'явився в останньому сезоні «Практики», приймає пропозицію Денні Крейна (Вільям Шетнер) і переходить на роботу до однієї з найвпливовіших адвокатських фірм Бостона «Крейн, Пул та Шмідт», що спеціалізується на цивільному праві. Спочатку Алан постає досить безпринципним юристом, готовим на все, аби виграти справи, за які ніхто б навіть не взявся. Але з розвитком сюжету характер персонажа змінюється. Він усе більше починає, за висловом Ширлі Шмідт (Кендіс Берген), «битися з вітряками». Частенько він перемагає, але на відміну від Денні Крейна, який виграв за свою кар'єру шість тисяч справ і не програв жодної, Алан іноді програє. Дружба Алана і Денні стає основною особистісною сюжетною лінією серіалу.

## У ролях
- Джеймс Спейдер — Алан Шор, молодий адвокат
- Вільям Шетнер — Денні Крейн, ветеран і легенда адвокатського світу
- Кендіс Берген — Ширлі Шмідт, фактична керівниця «Крейн, Пул та Шмідт»
- Рене Обержонуа — Пол Левістон, провідний партнер «Крейн, Пул та Шмідт»
- Крістіан Клеменсон — Джеррі Еспенсон, фінансовий юрист
- Джон Ларрокетт — Карл Зак, провідний партнер «Крейн, Пул та Шмідт» (4 і 5 сезони)
- Марк Веллі — Бред Чейз, адвокат у «Крейн, Пул та Шмідт»
- Джулі Бовен — Деніз Бауер, адвокат (сезони 2, 3 і 5)
- Гері Ентоні Вільямс — Кларенс Белл, помічник адвоката в «Крейн, Пул та Шмідт»
- Моніка Поттер — Лорі Колсон, адвокат (1 і 2 сезони)
- Лора Мітра — Тара Вілсон, адвокат (1 і 2 сезони)
- Бетті Вайт — Кетрін Пайпер, помічниця Алана
- Девід Дін Боттрелл — Лінкольн Маєр, психопат
- Том Селлек — Айвен Тіггз, юрист, колишній чоловік Ширлі Шмідт
- Генрі Гібсон — Кларк Браун, суддя
- Чак Макканн — Байрон Фадд, суддя
- Ентоні Гілд — Гарві Купер, суддя
- Рома Маффіа — Вікторія Пейтон, суддя
- Майкл К. Вільямс — Рендалл Кьорк
- Анджела Геталс — офіцер Еллен Белотт

## Виробництво
До прем'єри робочою назвою серіалу була «Флат-стріт» (англ. Fleet Street), що є алюзією на назву існуючої вулиці Бостона, де розміщуються офіси «Крейн, Пул та Шмідт». Пізніше назва була змінена на «Практика: Фліт-стріт» (англ. The Practice: Fleet Street), але підсумковим стало поточне — «Юристи Бостона». Показана в серіалі реальна будівля з офісами компанії, розташована за адресою Бойлстоун-стріт, 500 (англ. 500 Boylston Street) приблизно в 2 км від Фліт-стріт.
Американські продюсери залучили до знімального процесу консультанта — британського сценариста, королівського адвоката сера Джона Мортімера, автора британського юридичного серіалу «Румпол із Бейлі» (англ. Rumpole of the Bailey).

## Нагороди та премії
Серіал за популярністю перевершив «материнський» — «Практику» та здобув багато нагород: кілька прайм-тайм премій «Еммі» та інші. Джеймс Спейдер був двічі визнаний найкращим актором драматичного серіалу, Вільям Шетнер — найкращим актором другого плану в драматичному телесеріалі. У2005 році серіал отримав премію «Пібоді». Серед інших нагород — премія Американської асоціації монтажерів (2006), GLAAD Media Award (2008) тощо.